# Krum star
Krum Star (Carex maritima) er en 3-15 cm høj halvgræs, der vokser på sandede og grusede strandbredder. I Danmark er den kun kendt fra Skagen, men betragtes nu som forsvundet fra Danmark.

## Beskrivelse
Krum Star er en flerårig urt med underjordiske langt krybende 2-3 mm udløbere, der er beklædt med først mørkebrune, så optrævlede lavblade. Skuddene forekommer enlige eller i løse tuer. Løvbladene rendeformede med indrullede kanter og 2-15 cm lange. Stråene er korte, ofte af samme længde som bladene, og karakteristisk krumme. Blomsterstanden er kort og tæt, gulgrøn til brunlig, og består af flere, tilsyneladende ens, småaks. Frugthylstrene er først gulgrønne, men bliver næsten sorte ved modenhed, og 4-5 mm lange. Frugthylstrene har næb, som er tokløvet og under 1 mm langt. Både de hanlige og hunlige dækskæl er 3-4 mm lange brune med en lysere eller bleg midtribbe, samt med en smal lys hindekant.

## Udbredelse
Krum Star har bipolar udbredelse, med stor cirkumpolar udbredelse på den nordlige halvkugle, men også med forekomster i Sydamerika. I Europa findes den i Island, Færøerne, Skotland, Nordnorge, Finland, Nordrusland, Sydvestsverige og Danmark. I Danmark var den tidligere sjælden og ubestandig, men var 1984 genfundet ved Skagen og i 2005 genfundet ved Tversted Plantage, men betragtes nu som forsvundet fra Danmark. Tidligere også på Rømø og andre steder i Vendsyssel.

## Habitat
Krum Star vokser lysåbent på strandlokaliteter; på sandede og grusede strandbredder og i klitlavninger, men også i fugtige ikke salt-påvirkede områder i både Grønland og Island.